# كلود آفلين
كلود آفلين (بالفرنسية: Claude Aveline)‏‏ (19 يوليو 1901 في باريس - 4 نوفمبر 1992 في باريس)؛ كاتب، وشاعر، وناشر، وروائي، وكاتب غير روائي، وناقد فني، وسياسي، وعضو في المقاومة الفرنسية من فرنسا.